# Mention
Mention je hypotetická částice vysílaná živým mozkem, ale i jinými objekty, jejíž existenci propagoval František Kahuda, a dostal tak psychoenergetiku do shody s tehdejším oficiálním marxisticko-leninistickým materialismem. Podle Kahudova tvrzení se má tato částice pohybovat nadsvětelnou rychlostí.

## Historie
František Kahuda přišel s mentionovou teorií v 70. letech 20. století. Snažil se pomocí ní vysvětlovat paranormální jevy, jako je telekineze a telepatie. Hlavním měřicím zařízením Kahudových pokusů byl Crookesův mlýnek, jehož otáčení prý lze telekineticky ovlivňovat.
Své pokusy a publikační činnost prováděl Kahuda v 70. a 80. letech 20. století. Jeho články vyšly ve VTM a odborných časopisech. Svou teorii prezentoval v polovině 80. let také na veřejné přednášce v sále kolejí na pražském Strahově, kde ovšem jeho teorie přítomní posluchači vesměs kritizovali.

## Kritika
Podle českého klubu skeptiků Sisyfos se jedná o fantazijní termín označující jednotku hypotetické síly, která má zprostředkovávat nikdy neprokázané fenomény. Sama existence mentionu nikdy nebyla prokázána.

## V populární kultuře
- V komediálním sci-fi seriálu Návštěvníci akademik Richard při debatě s mladým Adamem Bernauem uvádí: „Komplexně pojatý časoprostor mentionů si nelze představit jako kompaktní hmotné seskupení …“